# Bill Perkins
Bill Perkins (San Francisco, 22 juli 1924 - Sherman Oaks, 9 augustus 2003) was een Amerikaanse jazzmuzikant (saxofoon, fluit).

## Jeugd
Perkins woonde tot zijn tiende levensjaar in Chuquicamata in Chili, voordat zijn familie naar Santa Barbara verhuisde. Hij speelde reeds als kind klarinet, later kwamen daar saxofoon en fluit bij. Na zijn militaire diensttijd tijdens de Tweede Wereldoorlog studeerde hij muziek en rondde hij een ingenieursstudie af, die hem tijdens de jaren 1960 een baan als geluidstechnicus in verschillende opnamestudio's opleverde.

## Carrière
Aan het begin van de jaren 1950 speelde Perkins in de bigbands van Jerry Wald, Woody Herman en Stan Kenton. In 1956 nam hij het eerste album als orkestleider op. In 1957 had hij een gezamenlijk kwintet met Jack Montrose, waarin Paul Moer, Paul Chambers en Mel Lewis speelden. In 1959 werkte hij bij Terry Gibbs. Tijdens de jaren 1960 werkte hij als studiomuzikant en geluidstechnicus. In 1966 werkte hij mee aan het album Additions to Further Definitions van Benny Carter. Bovendien speelde hij met Marty Paich en Shorty Rogers in Doc Severinsens Tonight Show Band met Lenny Niehaus, Johnny Mandel en Dave Grusin. Van 1974 tot 1977 was Perkins lid van de Toshiko Akiyoshi-Lew Tabackin Big Band en was hij onder andere te horen op het album Insights. Daarna ging hij met Howard Rumseys in ere herstelde Lighthouse All Stars op tournee en trad hij op met het sextet van Bud Shank en Shorty Rogers. Tijdens zijn carrière werkte Bill Perkins bovendien mee bij opnamen voor John Lewis, Annie Ross, Chet Baker, Freddie Hubbard, Mel Tormé en Bill Holman.

## Overlijden
Bill Perkins overleed in augustus 2003 op 79-jarige leeftijd.

## Discografie
- 1956:The Bill Perkins Octet on Stage met Carl Fontana, Russ Freeman, Mel Lewis, Red Mitchell, Gerry Mulligan, Jack Nimitz, Art Pepper, Shorty Rogers, Bud Shank, Stu Williamson
- 1956: 2 Degrees East, 3 Degrees West met John Lewis, Jim Hall, Percy Heath, Chico Hamilton
- 1956: Tenors Head-On met Hampton Hawes, Pete Jolly, Richie Kamuca, Stan Levey, Mel Lewis, Red Mitchell
- 1956: Just Friends met Art Pepper, Richie Kamuca
- 1963: Bossa Nova
- 1966: Quietly There met Larry Bunker, Victor Feldman, Red Mitchell, John Pisano
- 1978: Confluence
- 1978: Front Line met Pepper Adams, Gordon Goodwin, Lou Levy, Bob Magnusson, Carl Burnette
- 1980: Many Ways to Go met Gordon Goodwin, Clare Fischer, Bob Magnusson, Vince Lateano
- 1981: The Other Bill
- 1984: Journey to the East met Frank Strazzeri, Joel Di Bartolo, Peter Donald
- 1986: Remembrance of Dino’s met Alan Broadbent, Gene Cherico, Putter Smith, John Tirabasso
- 1987: Right Chemistry met James Clay, Joel DiBartolo, Billy Mintz, Frank Strazzeri
- 1989-90: I Wished on the Moon met het Metropole Orkest
- 1990: Two as One met Frank Strazzeri
- 1991: Our Man Woody met Rick Baptist, Wayne Bergeron, Richard Bullock, Bob Cooper, Joseph Davis, Clay Jenkins, Paul Kreibich, Charles Loper, Andy Martin, Jack Nimitz, Brian Scanlon, Dave Stone, Frank Strazzeri, Bob Summers
- 1993: Frame of Mind met Bill Berg, Ken Filiano, Clay Jenkins, Bob Leatherbarrow, Frank Strazzeri, Tom Warrington
- 1995: Perk Plays Prez met Dave Carpenter, Paul Kreibich, Jan Lundgren, Jack Sheldon
- 2000: Live at Cappozzoli's met Steve Huffsteter
- 2003: Bill Perkins Danny Pucillo Quartet Plays Charles Mingus Like Nobody Else met Jinshi Ozaki, Chris Colangelo, Danny Pucillo

- Biblioteca Nacional de España: XX5332893
- Bibliothèque nationale de France: cb13898372f (data)
- Catàleg d'autoritats de noms i títols de Catalunya: 981058516838906706
- Gemeinsame Normdatei: 13448259X
- International Standard Name Identifier: 0000 0000 5513 5536
- Library of Congress Control Number: n80097125
- Nationale Bibliotheek van Letland: 000068407
- MusicBrainz: df71a2e3-e706-41a2-9a60-b447ec9a36aa
- Nederlandse Thesaurus van Auteursnamen: 100304184
- Istituto Centrale per il Catalogo Unico: LO1V268377
- Système universitaire de documentation: 156723980
- Virtual International Authority File: 19866523
- WorldCat: E39PBJwHp3jkDJFvyr3FfDVwG3